# Yeşilyurt SK
Yeşilyurt SK är en idrottsförening från Istanbul, Turkiet. Klubben bildades 1956. Den har nått sina största sportliga framgångar inom volleyboll. Damlaget har vunnit CEV Challenge Cup en gång (2021-2021). De har spelat i Sultanlar Ligi (högsta ligan i Turkiet) flera gånger och har som bäst har de kommit trea, vilket de gjorde 1994. 